# Junior Tallo
Gadji Celi Carmel Junior Tallo, dit Junior Tallo, Gadji Tallo ou Tallo Gadji, né le 21 décembre 1992 à Magbehigouepa, est un footballeur international ivoirien évoluant au poste d'attaquant. Il évolue actuellement à Samsunspor.

## Biographie

### En club
Junior Tallo naît le 21 décembre 1992 à Magbehigouepa en Côte d'Ivoire, il est le neveu de l'ancien capitaine de l'équipe de Côte d'Ivoire et chanteur Gadji Celi. Il commence le football en Côte d'Ivoire au Stella Club d'Adjamé en 2005 puis rejoint le Centre de formation Cyril Domoraud en 2007.
Repéré à Abidjan par le directeur sportif du Chievo Vérone, il y signe en 2008 et rejoint alors l'équipe primavera du club véronais. Durant l'été 2010, il s'entraîne avec l'équipe première. En janvier 2011 il signe avec l'Inter Milan où ses performances à l'entraînement impressionnent Iván Córdoba, Samuel Eto'o ou encore Marco Materazzi. Seulement six mois après son arrivée à l'Inter Milan, il rejoint l'AS Rome, où le projet sportif axé sur les jeunes l'attire. Alors qu'il jouait auparavant en tant qu'ailier gauche, il est repositionné attaquant de pointe par Alberto De Rossi et inscrit 17 buts avec l'équipe primavera,.
Junior Tallo est sur le banc des remplaçants de l'équipe première pour la première fois le 7 avril 2012 face à l'US Lecce mais n'entre pas en jeu (défaite 4-2), quatre jours plus tard il est de nouveau inscrit sur la feuille de match face à l'Udinese Calcio mais ne fait toujours pas son entrée (victoire 3-1). Le 25 avril 2012, face à l'ACF Fiorentina, il fait sa première entrée en jeu en Serie A en remplaçant Gabriel Heinze à la 79e minute de jeu (défaite 1-2). Trois jours plus tard, il entre de nouveau en jeu face au SSC Naples, à la place de Bojan Krkić, et délivre une passe décisive à Fábio Simplício (match nul 2-2). Le 1er mai 2012, il fait sa troisième apparition de la saison face au Chievo Vérone en remplaçant de nouveau Bojan Krkić (match nul 0-0).
La saison suivante, après n'avoir fait aucune apparition en équipe première durant la première moitié de saison, Junior Tallo est prêté le 11 janvier 2013 à l'AS Bari en Serie B. Le 26 janvier 2013, il fait sa première apparition sous ses nouvelles couleurs en étant titularisé face à l'Ascoli Calcio (défaite 0-1). Le 9 mars 2013, face à la SS Juve Stabia, il inscrit un doublé et ainsi ses premiers buts en tant que professionnel (victoire 2-0). Il inscrit son troisième but le 13 avril 2013 face au Virtus Lanciano (victoire 4-3). Lors de cet exercice, il participe à 17 matches de championnat et inscrit 3 buts.
Le 29 août 2013, il est prêté en Ligue 1 un an avec option d'achat à l'AC Ajaccio. Le 14 septembre 2013, pour sa première apparition avec le club corse, il inscrit son premier but face à Évian Thonon Gaillard (défaite 2-3).
Le 26 juin 2014, le SC Bastia annonce dans un communiqué son prêt d'un an avec option d'achat pour la saison 2014-2015. Il reste alors sur une série de 8 buts en 23 matchs sur la saison précédente. Sous la direction de Claude Makélélé, il est régulièrement utilisé (10 apparitions lors des 13 premières journées de championnat, 4 buts) mais perd progressivement sa place dans le onze à la suite de l'arrivée de Ghislain Printant. En 2015, il ne participe alors qu'à quatre matchs sous le maillot corse dont le dernier le 13 mars 2015 et, sans surprise, n'est pas conservé par le club à l'issue de la saison.
Le 15 juillet 2015, il paraphe un contrat de quatre ans en faveur du LOSC. Il y retrouve Hervé Renard avec qui il a remporté la Coupe d'Afrique des nations 2015, le coach lillois jugeant que "Junior est un jeune attaquant doté d’un potentiel intéressant et d’une marge de progression importante".
Le 31 janvier 2017, il est prêté six mois avec option d'achat à l'Amiens SC pour relancer sa carrière mais ce prêt est un nouvel échec, il ne parvient à marquer qu'une seule fois. Indésirable à son retour au LOSC, il résilie son contrat le 31 août 2017.
Le 16 mai 2019, il signe pour une saison (voire deux si maintien) au FC Chambly Oise promu en Ligue 2. Le 3 avril 2020, en pleine pandémie de coronavirus, il quitte le club d'un commun accord après seulement six matchs pour aucun but.

### En sélection
Junior Tallo compte quatre sélections avec l'équipe de Côte d'Ivoire des moins de 20 ans et une autre avec l'équipe de Côte d'Ivoire des moins de 23 ans[réf. nécessaire].
Il participe à la Coupe d'Afrique des nations 2015. Il participa à quatre rencontres, toutes en tant que remplaçant. Lors de la finale, il fut lancé par Hervé Renard, l'entraîneur de la Côte d'Ivoire à quelques secondes de la fin de la seconde période des prolongations, pour qu'il puisse tirer un penalty. Cependant, il rate son tir au but, mais les Éléphants sont tout de même sacrés champions d'Afrique.

## Statistiques
| Saison                | Club                  | Championnat           | Championnat | Championnat | Championnat | Coupe nationale | Coupe nationale | Coupe nationale | Coupe de la Ligue | Coupe de la Ligue | Coupe de la Ligue | Supercoupe | Supercoupe | Supercoupe | Compétition(s) continentale(s) | Compétition(s) continentale(s) | Compétition(s) continentale(s) | Compétition(s) continentale(s) | Côte d'Ivoire | Côte d'Ivoire | Côte d'Ivoire | Total | Total | Total |
| Saison                | Club                  | Division              | M.          | B.          | P.d.        | M.              | B.              | P.d.            | M.                | B.                | P.d.              | M.         | B.         | P.d.       | Comp.                          | M.                             | B.                             | P.d.                           | M.            | B.            | P.d.          | M.    | B.    | P.d.  |
| 2011-2012             | AS Rome               | Serie A               | 3           | 0           | 1           | 0               | 0               | 0               | -                 | -                 | -                 | -          | -          | -          | -                              | -                              | -                              | -                              | -             | -             | -             | 3     | 0     | 1     |
| Sous-total            | Sous-total            | Sous-total            | 3           | 0           | 1           | 0               | 0               | 0               | -                 | -                 | -                 | -          | -          | -          | -                              | -                              | -                              | -                              | -             | -             | -             | 3     | 0     | 1     |
| 2012-2013             | AS Bari (prêt)        | Serie B               | 17          | 3           | 0           | 0               | 0               | 0               | -                 | -                 | -                 | -          | -          | -          | -                              | -                              | -                              | -                              | -             | -             | -             | 17    | 3     | 0     |
| Sous-total            | Sous-total            | Sous-total            | 17          | 3           | 0           | 0               | 0               | 0               | -                 | -                 | -                 | -          | -          | -          | -                              | -                              | -                              | -                              | -             | -             | -             | 17    | 3     | 0     |
| 2013-2014             | AC Ajaccio (prêt)     | Ligue 1               | 23          | 8           | 0           | 0               | 0               | 0               | 0                 | 0                 | 0                 | -          | -          | -          | -                              | -                              | -                              | -                              | -             | -             | -             | 23    | 8     | 0     |
| Sous-total            | Sous-total            | Sous-total            | 23          | 8           | 0           | 0               | 0               | 0               | 0                 | 0                 | 0                 | -          | -          | -          | -                              | -                              | -                              | -                              | -             | -             | -             | 23    | 8     | 0     |
| 2014-2015             | SC Bastia (prêt)      | Ligue 1               | 16          | 4           | 0           | 1               | 0               | 0               | 0                 | 0                 | 0                 | -          | -          | -          | -                              | -                              | -                              | -                              | 8             | 0             | 1             | 25    | 4     | 1     |
| Sous-total            | Sous-total            | Sous-total            | 16          | 4           | 0           | 1               | 0               | 0               | 0                 | 0                 | 0                 | -          | -          | -          | -                              | -                              | -                              | -                              | 8             | 0             | 1             | 25    | 4     | 1     |
| 2015-2016             | Lille OSC             | Ligue 1               | 23          | 0           | 3           | 1               | 1               | 0               | 3                 | 0                 | 0                 | -          | -          | -          | -                              | -                              | -                              | -                              | 0             | 0             | 0             | 27    | 1     | 3     |
| Sous-total            | Sous-total            | Sous-total            | 23          | 0           | 3           | 1               | 1               | 0               | 3                 | 0                 | 0                 | -          | -          | -          | -                              | -                              | -                              | -                              | 0             | 0             | 0             | 27    | 1     | 3     |
| 2016-2017             | Amiens SC             | Ligue 2               | 11          | 1           | 0           | 0               | 0               | 0               | 0                 | 0                 | 0                 | -          | -          | -          | -                              | -                              | -                              | -                              | 0             | 0             | 0             | 11    | 1     | 0     |
| Sous-total            | Sous-total            | Sous-total            | 11          | 1           | 0           | 0               | 0               | 0               | 0                 | 0                 | 0                 | -          | -          | -          | -                              | -                              | -                              | -                              | 0             | 0             | 0             | 11    | 1     | 0     |
| Total sur la carrière | Total sur la carrière | Total sur la carrière | 93          | 16          | 4           | 2               | 1               | 0               | 3                 | 0                 | 0                 | -          | -          | -          | -                              | -                              | -                              | -                              | 8             | 0             | 1             | 106   | 17    | 5     |

## Palmarès

### En club
- Inter Milan Primavera
  - Vainqueur du Tournoi de Viareggio en 2011

- AS Rome Primavera
  - Vainqueur de la Coupe d'Italie Primavera en 2012

- SC Bastia
  - Finaliste de la Coupe de la Ligue en 2015

- LOSC Lille
  - Finaliste de la Coupe de la Ligue en 2016

- Amiens SC
  - Vice-champion de France de Ligue 2 en 2017

### En sélection
- Équipe de Côte d'Ivoire
  - Vainqueur de la Coupe d'Afrique des nations en 2015